# La Vespière
La Vespière is een plaats en voormalige gemeente in het Franse departement Calvados in de regio Normandië en telt 972 inwoners (1999). De plaats maakt deel uit van het arrondissement Lisieux.

## Geschiedenis
La Vespière maakte tot 22 maart 2015 deel uit van het kanton Orbec. Toen het kanton werd opgeheven werd de gemeente ingedeeld bij het aangrenzende kanton Livarot. Op 1 januari 2016 fuseerde La Vespière met Friardel tot de commune nouvelle La Vespière-Friardel.

## Geografie
De oppervlakte van La Vespière bedraagt 8,7 km², de bevolkingsdichtheid is 111,7 inwoners per km².
De onderstaande kaart toont de ligging van La Vespière met de belangrijkste infrastructuur en aangrenzende gemeenten.

## Demografie
Onderstaande figuur toont het verloop van het inwonertal (bron: INSEE-tellingen).
Vanwege een beveiligingsprobleem met de MediaWiki Graph-software is het momenteel niet mogelijk deze grafiek weer te geven. Zodra de software is bijgewerkt zal de grafiek vanzelf weer zichtbaar worden.